# 영국의 대학 안의 칼리지
영국의 대학 안의 칼리지는 크게 두 가지 범주로 나눌 수 있다. 런던 대학과 같은 연방 대학의 칼리지는 주로 연합으로 연결된 교육 기관이며, 옥스퍼드 대학교와 케임브리지 대학교의 전통적인 칼리지연합 패턴을 (다소간) 따르는 대학 내의 기숙형 칼리지는 학문적 책임이 있지만 주로 기숙형 및 사회 복지 기관이다.

## 같이 보기
- 전문대학
- 단기대학
- 칼리지